# Christopher Beaumont
Christopher Beaumont, vigésimo tercer señor de Sark (Sark, 4 de febrero de 1957) es el actual señor de Sark en las Islas del Canal. Es un ex oficial (mayor) del Ejército Británico.

## Biografía
Beaumont se educó en el Clifton College y en la Real Academia Militar de Sandhurst, antes de emprender una carrera como oficial regular del ejército británico. Lo sucedió como Señor de Sark el 3 de julio de 2016, tras la muerte de su padre John Michael Beaumont. Después estableció su residencia definitiva en la isla.
El 5 de julio de 2016, el periódico Sark Newspaper publicó un artículo que destacaba el «impresionante currículum vitae» del nuevo Seigneur y comentaba: «Los observadores entusiastas sugieren que es un hombre que no se dejará influir por las convenciones pasadas. Cuando está en Sark, a menudo se le ha visto visitar cafés y restaurantes que, de otro modo, son rígidamente boicoteados por miembros y simpatizantes del único partido gobernante de Sark. Por ahora, la gente de Sark solo puede esperar y desear que su nuevo Seigneur trabaje para construir un futuro seguro y próspero para todos y cada uno de los isleños». El periódico esperaba que Beaumont volviera a ocupar La Seigneurie, la residencia tradicional del Seigneur, y pidió un plan económico para abordar el desempleo local.
En una entrevista con la BBC el 15 de julio de 2016, Beaumont defendió la estructura feudal de Sark y el órgano legislativo de la isla, el Chief Pleas, diciendo: «Hay un Chief Pleas que funciona perfectamente bien, y cuenta con todo mi apoyo». Las reformas constitucionales de 2008, que contaron con la aprobación de su padre, el vigésimo segundo señor, habían devuelto parte de la autoridad feudal del señor a la legislatura.
En 2009, después de que su mala salud hiciera que los padres de Beaumont se mudaran de la residencia oficial de La Seigneurie a una casa de campo más pequeña situada en los terrenos de la finca, hicieron arreglos para que los inquilinos pudieran vivir gratis en Seigneurie durante diez años, a cambio de hacer algunas renovaciones en la propiedad.
Desde 2023, Beaumont es director de Sark Property Company, una empresa creada para movilizar posibles inversiones para Sark. Su intención es, según afirma en su página web, «crear una empresa que tenga los recursos financieros y la experiencia para realizar inversiones multigeneracionales en Sark».